# Tedeschi di Russia
Con i termini tedeschi di Russia (o tedesco-russi) di solito ci si riferisce ai tedeschi (ed ai loro odierni discendenti) stanziatisi in colonie ed enclavi in Russia, in diversi periodi storici, ma i significati attribuiti a questa denominazione possono essere vari. Secondo il censimento del 2002, in Russia si contano 597 212 cittadini di etnia tedesca (il quinto gruppo del paese), mentre sono 2,9 milioni le persone che comprendono il tedesco. In Germania fanno parte dei reimmigrati tedeschi (Aussiedler).

## Tedeschi delle colonie russe
I tedeschi delle colonie russe sono quei tedeschi che si sono stanziati in passato in enclavi o colonie all'interno dell'Impero russo. Tra questi gruppi le comunità più consistenti sono i tedeschi del Volga, i tedeschi del Mar Nero, i tedeschi di Crimea e i tedeschi di Volinia. In passato sono stati condotte ricerche antropologiche e studi etnologici sui tedeschi di Russia, inclusi i lavori di Joseph Height e di Karl Stumpp, ma in linea generale si è sempre stentato a considerare i tedeschi di Russia come un unico gruppo etnico.
La maggior parte dei tedeschi-russi dell'enclave del Volga e delle colonie sul Mar Nero sono emigrati negli Stati Uniti durante le grandi ondate migratorie verso il Nord America, che ebbero luogo dal 1880 al 1910. Molti di questi si stanziarono nel Nord Dakota, Sud Dakota, Nebraska, Kansas e Minnesota. La speranza di possedere una propria fattoria e la libertà di stampo tutta americana verso gli immigrati spinse molti tedeschi-russi a raggiungere il territorio statunitense. Queste migrazioni terminarono alla fine della prima guerra mondiale, conseguentemente alla nascita degli Stati socialisti.

## Russi di stirpe tedesca
Un altro significato per la denominazione "tedeschi di Russia" può riferirsi alle persone di nazionalità russa ma con stirpe tedesca. L'esempio più eclatante è quello di Lenin, la cui madre, Marija Aleksandrovna Blank, era una luterana discendente dei tedeschi del Volga e, da parte di padre, di origine ebraica. Anche la famosa spia sovietica Vil'jam Genrichovič Fišer, meglio conosciuto come Rudoľf Abeľ, aveva antenati tedeschi. Persino l'ex Patriarca di Mosca e di tutte le Russie Alessio II, discendeva da una famiglia di origine tedesco-estone, discendente dai Cavalieri Teutonici.

## Tedeschi al servizio dell'Impero russo
Infine uno dei significati di "tedeschi di Russia" può essere ricondotto a quei personaggi tedeschi, e ai loro discendenti, che servirono l'Impero russo nel XVII e nel XVIII secolo. La pratica di servirsi di eminenti personaggi stranieri fu iniziata da Pietro I di Russia. In particolare, l'Accademia russa delle scienze ospitò un grande numero di scienziati e ricercatori tedeschi, tra cui Georg Wilhelm Steller, Peter Simon Pallas e molti altri. Alcuni dei loro discendenti, oramai assimilati alla cultura e alla società russa, si resero poi protagonisti di alcuni ritorni in massa in Germania, ma hanno sempre considerato loro stessi come componenti di un gruppo etnico tedesco-russo, come pure molti governatori degli ultimi zar del periodo prerivoluzionario.